# Katie Kern
Katie Kern (* 1973 in Wien) ist eine österreichische Blues- und Countrymusikerin (Gitarre, Gesang, Songwriting).

## Leben und Wirken
Kern, die in Wien und in der Steiermark aufwuchs, erhielt ab dem siebten Lebensjahr zehn Jahre lang klassischen Klavierunterricht durch ihren Vater. Als Autodidaktin lernte sie mit 22 Jahren Gitarre spielen. Nachdem sie den Film Crossroads gesehen hatte, kam sie zum Blues. Sie hatte zunächst ein Ethnologiestudium begonnen, um ab 2002 fünf Semester Jazzgitarre am Vienna Konservatorium bei Fritz Steiner zu studieren.
2000 entdeckte Oscar Klein sie; sie ging mit ihm die nächsten fünf Jahre auf Tournee. Daneben wirkte sie an mehreren Alben von Al Cook mit. Überdies spielte sie mit Musikern wie Axel Zwingenberger, Vince Weber, Joachim Palden, Peter Kern, Karl Ratzer, John Primer und Dana Gillespie. Mit Karin Daym und Sabine Pyrker gründete sie 2004 das Blues-Trio Rockingbirds, das auf Bluesfestivals auftrat und Musiker wie Oscar Klein, Hans Salomon, Al Cook, Chris Kaye oder Martin Pyrker begleitete.
Kern konzentrierte sich ab 2008 auf Countrymusik und ging für drei Monate als Straßenmusikerin nach Nashville, wo sie Musiker kennenlernte und auch in den Folgejahren jährlich für eine Zeit arbeitete. In Wien war sie in ihrem Trio Angel Creek tätig, mit dem sie das Album It Is Gonna Work Out veröffentlichte. Als Sessionmusikerin arbeitete sie für Bob Saporiti. Seit 2017 gehörte sie auch zu der Wiener Frauenband Viennese Ladies. Daneben ist sie solistisch tätig.

## Diskographische Hinweise
- Oscar Klein & Katie Kern Pick-A-Blues (Jazzpoint Records 2001)
- Still Young (Jazzpoint Records 2003)
- Stories From Nashville (Hydra Records 2010)
- It Is Gonna Work Out (Lindo Records 2016)
- Blues for the Highway (Wolf Records 2017)
- Twilight (Lindo Records 2023)
- Zwielicht (Lindo Records 2023)